# Bolbaffer barbatus
Bolbaffer barbatus är en skalbaggsart som beskrevs av Gussmann och Clarke H. Scholtz 2001. Bolbaffer barbatus ingår i släktet Bolbaffer och familjen Bolboceratidae. Inga underarter finns listade.